# Klein Bergstein
Klein Bergstein is een villa aan de rand van het Nederlandse dorp Ellecom (gemeente Rheden). 
De villa "Klein - Bergstein" is gebouwd in 1870 door de weduwe van Ernst van Löben Sels, Henriette Sandrina Swaving, eigenaresse van Groot - Bergstein, dat lag op de landheuvel tegenover Klein - Bergstein, uitkijkend over de Ellecomse Waard en Schuttewaard. 
De buitenplaats Bergstein vond zijn oorsprong in de 17e eeuw als een eenvoudige boeren hoeve. In 1750 is deze door een nieuwe eigenaresse afgebroken en als herenhuis nieuw opgebouwd. Als overbuur bevond zich daar de toen reeds eeuwenoude boerenhofstede, de Hof tho Oghten, vlak bij de Moerascypres. In 1648 werd deze Hof samen met onder andere Avergoor en Hof tho Middeldorp als hoeven met bosbezit aangekocht door Stadhouder Prins Willem II van Oranje Nassau en samengevoegd bij zijn aankopen in Dieren en Spankeren. Dit met het doel om een hier groot jachtgebied (wildbaan) te realiseren. De huidige Kastanjelaan was oorspronkelijk de schaapsdrift voor de Hof tho Oghten en tevens de uitweg voor Bergstein. Groot-Bergstein bestaat nu niet meer, het is in de Tweede Wereldoorlog door een V1 zwaar beschadigd en na de oorlog afgebroken. Op de plaats van het oude huis Bergstein bevindt zich de Anne Frank school. 
Het naastgelegen Klein-Bergstein is zoals reeds genoemd, gebouwd in opdracht van de eigenaresse van Groot-Bergstein. In 1906 is het door de dames Swaving uitgebouwd.
In 1955 is Klein - Bergstein een hotel geworden. Daarna zijn er een aantal bedrijven in gehuisvest geweest. Momenteel is het weer als vanouds gewoon bewoond.
Klein - Bergstein heeft de status van Gemeentelijk monument.